# Азеведу, Рикарду
Рикарду Азеведу Алвеш (порт. Ricardo Azevedo Alves; 2 декабря 2001, Женева, Швейцария) — швейцарский футболист португальского происхождения, центральный полузащитник клуба «Ивердон-Спорт».

## Клубная карьера
Воспитанник клуба «Серветт». Перед сезоном 2019/20 был переведён во вторую команду клуба, выступавшую в Межрегиональной лиге. После того, как в десяти матчах забил семь голов, был переведён в основной состав, впервые появившись в заявке 5 октябре 2019 года на гостевой матч против «Ксамакса». Дебютировал за клуб 3 ноября в домашнем матче против «Янг Бойз», заменив на 75-й минуте Себастьяна Вютриха и получив на 81-й минуте жёлтую карточку. Первым результативным действием отметился 26 июля 2020 года в гостевой встрече против «Ксамакса», отдав голевую передачу на Коро Коне. Всего за три сезона провёл 31 матч за клуб, отдав две голевые передачи. Вместе с клубом вышел в полуфинал Кубка Швейцарии и стал бронзовым призёром чемпионата в 2021 году.
23 августа 2022 года на правах свободного агента перешёл в «Санкт-Галлен», подписав двухлетний контракт. Дебютировал 10 сентября в домашнем матче против «Сьона», выйдя на замену Шадраку Аколо на 79-й минуте и отдав голевой пас на Грегори Карлена.
18 июля 2023 года перешёл в «Ивердон-Спорт» на правах свободного агента, подписав контракт до 2025 года.

## Карьера в сборной
Выступал за сборные Швейцарии разных возрастов. За сборную до 19 лет дебютировал 9 сентября 2019 года в товарищеском матче против сборной Италии, отметившись забитым голом. В составе сборной участвовал в отборе к юношескому Евро 2020, который был отменён. За сборную до 20 лет единственный матч провёл 7 октября 2020 года против сборной Германии.

## Достижения
«Серветт»
- Бронзовый призёр чемпионата Швейцарии: 2020/21